# Decemberorkanen 1999
Decemberorkanen, også kaldet orkanen Adam, var en orkan, der ramte Danmark fredag den 3. december 1999 om eftermiddagen. Den ramte først på den jyske vestkyst og bevægede sig ind over Danmark. Orkanen kostede syv mennesker livet, kvæstede over 800 borgere og lavede skader for cirka 13 milliarder kroner i materielle ødelæggelser. Næsten hele Danmark blev berørt, og bortset fra i det nordlige Jylland nåede vindstødene de fleste steder op mellem 40-50 meter pr. sekund eller 150-175 kilometer i timen.
I skovene væltede hvad der svarer til fire millioner kubikmeter træ. Tog og fly blev aflyst og al udkørsel frarådet. Ved Vestkysten var vinden så voldsom, at der langs den jyske vestkyst opstod en stormflod, selv om det var ebbe. I alt blev der registreret 400.000 stormskader, hvilket er det samme antal skader, der normalt registreres over en otte års periode i forbindelse med storm. Decemberorkanen var den hidtil kraftigste i Danmark. Den blev dog overgået i styrke af orkanen Allan, der ramte den 28. oktober 2013. Her blev der målt vindstød på 53,5 meter i sekunder svarende til omkring 193 kilometer i timen.

## Meteorologisk forløb

### Navn
DMI navngav ikke storme og orkaner dengang, men orkanen blev døbt Adam af TV 2 Vejrets seere. I Tyskland blev den kaldt Anatol, mens den i Sverige blev kaldt Carola.

### Varsling om orkanen
Den 30. november 1999 viste de første prognoser, at et kraftigt lavtryk var på vej. Orkanens passage af Danmark var forudsagt på et tidligt tidspunkt. Første gang betegnelsen "orkan" blev brugt om stormen var i DMI's 7-døgns udsigt udsendt torsdag den 2. december kl. 10.30. Dette blev fulgt op bl.a. TV-meteorologen torsdag aften i DR og i vejrudsigten på TV 2 på basis af DMI's varsling. Der var således ingen af dem, der fulgte med i DMI's vejrudsigter, der kunne være i tvivl om at man stod over for et alvorligt vejrfænomen. Interessen for informationer under orkanen var meget stor, hvilket bl.a. kunne ses af, at antallet af brugere på DMI's hjemmeside den 3. december var 58.000 mod normalt 10-15.000 pr. dag.
I 1999 havde mange danskere ikke viden om, hvad ordet orkan betød i vejrudsigterne, og blev overrasket over, hvad der skete den 3. december. Mange danskere vidste ikke i 1999, hvor voldsom en orkan kunne være.

### Forløb
Orkanen kom i en østgående bane fra Nordsøen ind over landet midt på eftermiddagen omkring kl. 15.00 og nåede Bornholm hen på aftenen ca. kl. 21.00. Den ramte hele landet, bortset fra det nordlige Jylland, med vinde af orkanstyrke og vindstød på 40-50 meter pr. sekund. Værst ramt var Sønderjylland og Vadehavet med en vindstyrke på op til 38 m/s samt vind stød på mere end 50 m/s2,3. Vandstanden i Vadehavet og den sydlige del af Ringkøbing Fjord steg visse steder til mere end 5 meter over normalen.
I Blåvand nord for Esbjerg meldte man klokken 16.00 om vindstød på op til næsten 40 meter i sekundet, hvilket svarer til 144 kilometer i timen. På Rømø blev der målt vindstød op til 51,4 meter i sekundet, inden måleren gik i stykker, hvilket på daværende tidspunkt var de højeste vindhastigheder målt nogensinde på dansk grund. I forbindelse med orkanen opstod der langs Vestkysten stormflod til trods for, at der var ebbe mens vinden kulminerede.

### Materielle skader
Ifølge forsikringsselskaberne løb værdien af de skader, som orkanen forårsagede, op i 13 milliarder kroner. Omsat til nutidens valuta svarer det til omkring 20 milliarder kroner. Skaderne blev dobbelt så dyre som først antaget, og de fleste forsikringsselskaber valgte efterfølgende at sætte præmien op. I løbet af lørdag eftermiddag – dagen efter orkanen – havde Falck modtaget mellem 6.000 og 7.000 opkald om stormskader. I alt blev der registreret 400.000 stormskader.
Orkanen ødelagde bl.a. landbrug, væltede skovarealer og lukkede Storebæltsbroen for første gang nogensinde. Al bus-, tog- og flydrift blev indstillet, og politiet frarådede unødig udkørsel af enhver art. Orkanen væltede Lindøværftets 3500 ton tunge og 114 meter høje portalkran med et vindstød på 56 meter i sekundet. Ingen kom noget til, men 2000 timelønnede medarbejdere på værftet blev sendt på dagpenge på ubestemt tid som følge af orkanens ødelæggelser på værftet. I Esbjerg blev Treenighedskirken, raseret af orkanen, der rev kirkens kobbertag af og væltede sydmuren ind i kirken. I Næstved blæste store dele af centralsyghusets tag af, mens der i København faldt mange tagsten ned over gaderne. Christiansborg Slotsplads måtte afspærres, da slottets tag blev skrællet af i 10-15 meter lange baner, mens en boligblok på Amager måtte evakueres, da taget blæste af.
Lufttrafikken til og fra Københavns Lufthavn blev om aftenen stort set indstillet, og det sammen gjorde færgetrafikken over hele Danmark. I lufthavnen måtte flere end 1000 passagerer overnatte på gulvet med hovedpuder og tæpper, som flyselskaberne delte ud. I området omkring Esbjerg blev mange mennesker evakueret. Det mest kritiske var situationen på Mandø, hvor vandstanden ventedes at ville stige til 3,5 meter over det normale, og de fleste beboere var ramt af ødelæggelser. Senere gik man også i gang med at evakuere beboerne på Rømø, der flere steder sad på hustagene uden at kunne komme væk ved egen hjælp. Mange danskere blev fanget ved julefrokoster eller i trafikken.
Omkring 400.000 husstande var uden strøm i kortere eller længere tid som følge af orkanen. 20.000 kunder i Nordsjælland fik først strømmen tilbage efter en uge. Orkanen gjorde skade på bygninger, biler og infrastruktur, væltede træer og afbrød elledninger. Nedfaldne elledninger resulterede i mere end 200 brande. Orkanen lammede også togtrafikken overalt i landet. Tusindvis af passagerer blev fanget, da DSB-togene måtte holde stille på sporene, der var blokeret af træer og nedfaldne elledninger. 100 personer måtte overnatte i ventesalen i Kolding, 1500 passagerer fik nattely på Antvorskov Kaserne ved Slagelse og andre 1000 strandede på Nyborg Station.
Orkanen gik hårdt ud over de danske skove. Det anslås at op mod 4 millioner kubikmeter træ væltede. Det var de sønderjyske skove, der blev hårdest ramt. I statens skove væltede der flere millioner nåletræer. Det gik især hårdt ud over skovene i Sydvestjylland, hvor store områder med nåletræer blev fældet helt af orkanen.

### Dødsfald og kvæstede
Syv mennesker omkom under orkanen. Ved Viskinge øst for Kalundborg blev en 57-årig kvinde dræbt, da et træ væltede ned over hendes bil, og en ældre mand blev dræbt, da han i sin bil kørte ind i et væltet vejtræ på landevejen mellem Ølgod og Tarm i Vestjylland. I Hedensted blev en 35-årig kvinde dræbt, da hun blev ramt af dele af en tagkonstruktion, mens en 54-årig tysk kvinde døde, efter hun fik en campingvogn ned over sig på Gåsevig Campingplads ved Haderslev. En 53-årig mand fra Skanderborg omkom, da han kørte ind under et væltet træ i Kattrup nord for Horsens. I Ballerup døde en ung mand, som var kørt ind i et væltet træ, selvom vejen var afspærret.
833 danskere kom så alvorligt til skade, at de søgte lægehjælp. Mange steder i landet var der travlhed på skadestuerne. I Esbjerg modtog sygehusets skadestue over 100 mennesker på få timer, de fleste af dem med knoglebrud. I Hjelmsølille ved Herlufmagle på Midtsjælland reddede en 9-årig dreng sin mor efter hun var blevet fanget under taget, som var faldet ned på hende. Hun blev kørt med ambulance på sygehuset, hvor hun blev syet med syv sting og indlagt med hjernerystelse.

### Kritik af beredskabet
Der blev rejst en del kritik af beredskabet. Efter orkanen satte myndighederne sig sammen og fik lavet nye retningslinjer for stormberedskabet. Medierne blev også kritiseret for ikke at have advaret nok om orkanen. I årene efter orkanen begyndte DMI at udsende særlige varsler til befolkningen og beredskabsmyndighederne. Det skete på baggrund af en varslingsaftale indgået mellem beredskabsmyndighederne, politiet og DMI.

## Sverige og Tyskland

### Sverige
Orkanen nåede Sverige om eftermiddagen. Skåne blev hårdt ramt med vindstyrker i landsbyerne med over 40 meter i sekundet. Orkanen forårsagede omfattende skader på det elektriske system, bygninger og træer. Barsebäckværket lukkede ned om aftenen, da der opstod en kortslutning i strømkablerne uden for atomkraftværket.

### Tyskland
Orkanen nåede Nordtyskland, hvor den også gjorde stor skade. I Hamborg lukkede myndighederne store dele af havnen. I det lavtliggende distrikt Wilhelmsburg blev borgerne bedt om at gå til de øverste etager. Hundredvis af kældre fyldtes op og stod under vand. I Hansestadt døde en 76-årig pensionist, mens han tømte sin kælder. Den højeste vandstand målt var 5,86 meter over havets overflade i St. Pauli.